# Imagen (óptica)

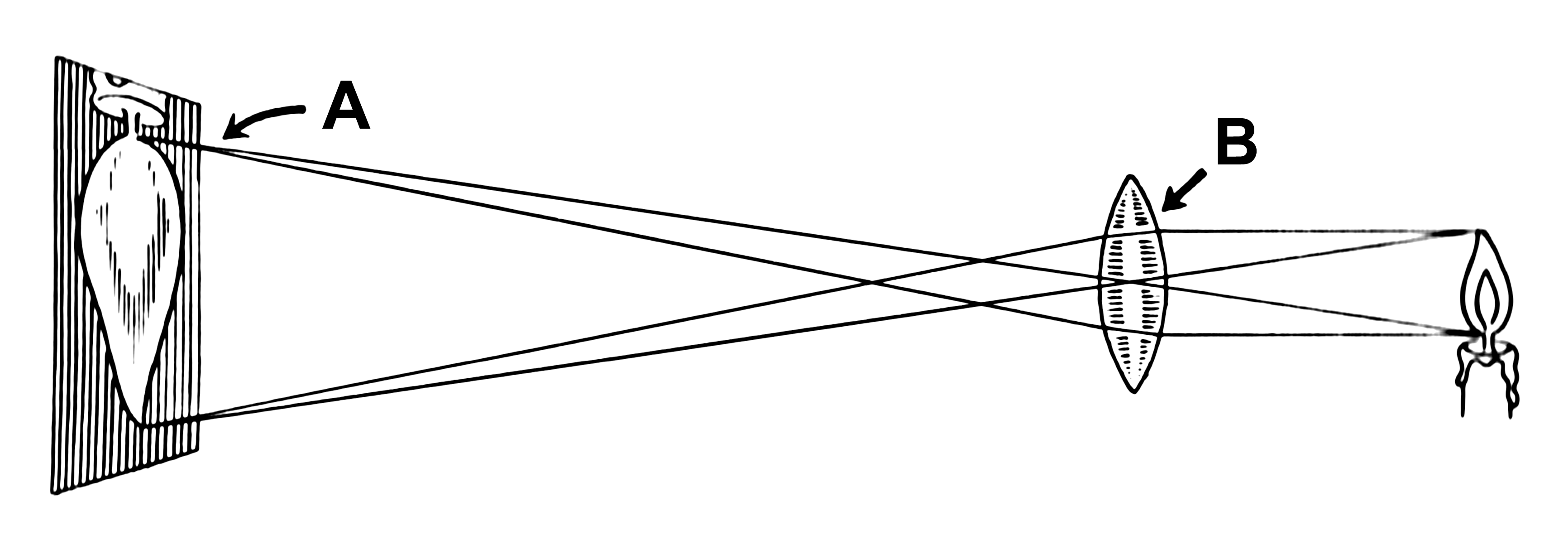
Imagen real de un objeto a través de una lente.

Una imagen óptica es una figura formada por el conjunto de puntos donde convergen los rayos que provienen de fuentes puntuales del objeto tras su interacción con el sistema óptico.

## Tipos
La imagen puede ser de dos tipos: real o virtual.
La imagen real es aquella que se forma cuando, tras pasar por el sistema óptico, los rayos de luz son convergentes. Esta imagen la podemos percibir directamente con nuestro sentido de la vista colocando el ojo tal que los rayos que le llegan ya hayan pasado por el punto de convergencia (punto imagen). Además puede registrarse colocando una pantalla en el punto imagen.
La imagen virtual es aquella que se forma cuando, tras pasa por el sistema óptico, los rayos divergen. Para nuestro sentido de la vista los rayos parecen venir desde un punto por el que no han pasado realmente. La imagen se percibe en el lugar donde convergen las prolongaciones de esos rayos divergentes. Es el caso de la imagen formada por un espejo plano. Las imágenes virtuales no se pueden proyectar sobre una pantalla.
Siempre las imágenes virtuales serán derechas y las imágenes reales invertidas,tanto en espejos como en lentes.